# 黒川智花
黒川 智花（くろかわ ともか、1989年8月1日 - ）は、日本の女優。本名、黒川 智子（くろかわ ともこ）。血液型はO型。
東京都出身。研音所属。

## 略歴
2001年、『りぼん』モデルグランプリに選ばれ、読者モデルとして活動し、その後、研音のスタッフにスカウトされ、黒川智花の芸名で活動開始。清楚なたたずまいで俳優として活躍。
2002年、4月10日発売の『週刊少年サンデー』19号で初グラビアデビュー後（後に同誌連載の作品『名探偵コナン』のテレビドラマ版の毛利蘭を演じる）、同年に放送されたTBS系金曜ドラマ『愛なんていらねえよ、夏』でテレビドラマ初出演。2005年、テレビ朝日系金曜ナイトドラマ『雨と夢のあとに』で連続テレビドラマ初主演、映画『8.1』で映画初主演。2008年、演劇集団キャラメルボックス 2008クリスマスツアー『君の心臓の鼓動が聞こえる場所』で初舞台。
ドラマ、映画、舞台と幅広く出演、活躍している。2011年にはドラマでのゲストや単発番組も含めて7作品に出演しており、舞台では5月に『私の頭の中の消しゴム 3rd letter』において朗読劇に初挑戦、「アルツハイマー病に侵された少女」という難しい役柄を演じた。
2015年3月、2年間交際していた一般男性と結婚した。
2023年10月、ニューヨークに拠点を移して生活を開始する。日本での芸能活動の際は帰国しており、実質的な二拠点生活になっている。移住後のインスタグラムではニューヨークでの状況報告や各スポットの紹介、現地でボランティア活動に励む様子が見られる。

## 人物
- 家族構成は父、母、弟。アメリカに叔母がいる。
- 堀越高等学校卒業後[7]、亜細亜大学経営学部にAO入学し、2012年3月15日に卒業[8]。
- 『逃亡者 RUNAWAY』では売春組織の顔役という悪役を、『ブラッディ・マンデイ』では表の顔は明るい少女、裏の顔は秘密工作員など幅広い役柄を演じている。
- B'zのファンで中学生の頃に流行っていて、いいなと思ったのがきっかけで好きになり、それ以来、ずっとB'z 一筋とのこと。ライブも積極的に行っており、DVDも複数所持している。一度、バックヤードに入って、挨拶をしたことがあり、その際は控えめすぎた挨拶しかできず、握手や一緒に写真を撮ることをお願いができなかったことを今でも悔やんでいる。
- 特技は、ジャズダンス[1]、朗読[2]。
- 趣味は料理とキックボクシングで自身のブログには「家でよく作るのは和食が多い」と記載されている。キックボクシングは体系維持のために行っている。
- セミヌード写真集『風花』を出版した理由は「今まで役を通して、役のイメージでの私を見られる機会が多かったのですが、『黒川智花』という一人の人間を知ってもらいたくて、心も身体もすべて見せたいと思いました」、「いろんな役をやって、みなさんを驚かせたい」という理由であったとのこと。
- 本人曰く英語はほとんど喋れずパッションでニューヨークでの生活は過ごしているとのこと。
- 憧れの男性は沢村一樹と答えている。沢村とは最初の共演では親子の役、別の作品で恋仲になった役で共演している。
- AKB48のファンであり、『Quick Japan』87号では山里亮太との「応援対談」を行っている。
- 自分の体の中で気に入っている部分は「おなかにあるホクロ」[9]。
- 消防署に勤める父親を持ち、若いころは両親からの「学業をしっかり。他人に迷惑を掛けない。浮ついて調子に乗らない」の3つの言い付けを守ってきた。
- 何事もきちんとしないと気が済まない性格で、友人へのバースデーメールは、日付の変わる0時丁度に送ることを、徹底していた時期があった。

## 作品

### 映像作品
- 少女覚醒（2002年、英知出版）
- sanctuary（2004年、ポニーキャニオン）
- 15歳の軌跡（2005年、海王社）
- TOMOCOLOR（2006年、イーネットフロンティア）
- K - 卒業 黒川智花（2007年、スパイスビジュアル）

## 出演

### テレビドラマ

#### NHK総合
- 連続テレビ小説（NHK総合）
  - こころ （2003年3月 - 9月） - 朝倉倖 役
  - 梅ちゃん先生 （2012年4月 - 9月） - 須藤雪子 役
  - エール （2020年11月） - シスター佐代 役
- キャットストリート（2008年8月28日 - 10月2日、NHK総合） - 野田紅葉 役
- 本日は大安なり （2012年1月 - 3月、NHK総合） - 朝比奈留美 役
- 正直不動産 第4話（2022年4月26日、NHK）- 田之上美沙 役

#### 日本テレビ
- 火曜サスペンス劇場 眠らない電話 （2003年11月18日、日本テレビ）
- 名探偵コナン（読売テレビ・日本テレビ） - 毛利蘭 役
  - 工藤新一への挑戦状〜さよならまでの序章（プロローグ）〜（2006年10月2日）
  - 工藤新一の復活! 〜黒の組織との対決（コンフロンティション）〜（2007年12月17日）
- 火曜ドラマゴールド マイ☆スイートホーム 〜夢野大吉・夢を売ります〜（2007年1月23日、日本テレビ） - 夢野あおい 役
- セクシーボイスアンドロボ 第5話（2007年5月8日、日本テレビ） - 田中玲 役
- リセット（2009年4月9日、日本テレビ） - 高津未央子 役
- 猿ロック Episode2（2009年8月6日 - 20日、日本テレビ） - ミキ 役
- 読売テレビ開局55年記念ドラマ お家さん（2014年5月9日、読売テレビ・日本テレビ） - 珠喜 役
- 金曜ロードSHOW! THE LAST COP/ラストコップ（2015年6月19日、日本テレビ） - 柏木沙織 役
- マネーの天使〜あなたのお金、取り戻します!〜 第3話（2016年1月21日、読売テレビ・日本テレビ） - 白井美佳 役
- THE LAST COP/ラストコップ（2016年10月8日 - 12月10日、日本テレビ） - 柏木沙織 役
- 勝利の法廷式 第5話（2023年5月11日、読売テレビ・日本テレビ） - 近藤馨子 役[10]

#### TBS
- 愛なんていらねえよ、夏 （2002年7月 - 9月、TBS） - 永岡エミ 役
- 逃亡者 RUNAWAY （2004年7月 - 9月、TBS） - 藤堂ナツミ 役
- 3年B組金八先生 第7シリーズ（2004年10月15日 - 2005年3月25日、TBS） - 稲葉舞子 役
  - スペシャル11「未来へつなげ 3B友情のタスキ〜たった一人の卒業式…3Bの絆は再び迫る薬物依存の魔の手から仲間を救い出せるのか!?」（2005年12月30日）
  - 3年B組金八先生ファイナル〜「最後の贈る言葉」（2011年3月27日）
- いま、会いにゆきます （2005年7月 - 9月、TBS） - 榎田澪（少女時代）役
- 月曜ミステリー劇場 浅見光彦シリーズ「平家伝説殺人事件」 （2005年12月26日、TBS） - 稲田佐和 役
- 里見八犬伝（2006年1月2日・3日、TBS） - ぬい 役
- ガチバカ! （2006年1月 - 3月、TBS） - 森本加奈 役
- 水戸黄門 （TBS/C.A.L）
  - 第37部 第5話「陰謀砕いた美人姫・越後高田」（2007年5月7日） - 和姫 役
  - 第40部 第12話「藩主の嫁も楽じゃない・鶴岡」（2009年10月26日） - 密姫 役
- 君が光をくれた （2006年12月4日、TBS、ナショナルドラマスペシャル） - 西野まなみ 役
- 浅草ふくまる旅館（第2シリーズ）（2007年10月 - 12月、TBS） - 福丸美穂 役
- Tomorrow〜陽はまたのぼる〜（2008年7月 - 9月、TBS） - 田中七海 役
- 小公女セイラ（2009年10月 - 12月、TBS） - 黒田薫子 役
- ブラッディ・マンデイ Season2（2010年1月 - 3月、TBS） - 水沢響 役
- JIN-仁- 完結編（2011年4月 - 6月、TBS） - 皇女和宮 役
- 月曜ゴールデン （TBS）
  - 北海道警察 巡査の休日（2011年10月24日） - 村瀬茜 役
  - 赤かぶ検事奮戦記3（2011年11月14日） - 小林美也子 役
  - 浅見光彦シリーズ32 「天河伝説殺人事件」（2013年2月25日） - 水上秀美 役
- 確証〜警視庁捜査3課（2013年4月 - 6月、TBS） - 友坂美奈代 役
- ホテルコンシェルジュ 第5話（2015年8月4日、TBS） - 宮間栞 役
- 37.5℃の涙 第8話（2015年9月3日、TBS） - 杉崎彩 役
- 月曜名作劇場
  - 温泉殺人事件シリーズ「有馬温泉殺人事件」（2016年5月30日、TBS） - 吉崎理子 役
  - 鑑識捜査官 亀田乃武夫の臨場ファイル（2017年8月7日、TBS） - 紺野千晶 役
- あなたのことはそれほど（2017年4月18日 - 6月20日、TBS） - 森瑠美 役
- 大恋愛〜僕を忘れる君と（2018年10月 - 12月、TBS） - 沢田柚香 役[11]
- Heaven? 〜ご苦楽レストラン〜（2019年7月9日 - 9月10日、TBS） - 音無真由美 役
- MIU404 第3話 - 最終話（2020年7月10日 - 9月4日、TBS） - 羽野麦 役
- 着飾る恋には理由があって 第3話 - 第5話（2021年5月4日 - 5月18日、TBS） - 舟木千春 役[12]

#### フジテレビ
- ほんとにあった怖い話「季節はずれの贈り物」 （2005年3月7日、フジテレビ）
- 医龍-Team Medical Dragon-2 第4・5話（2007年11月1日・8日、フジテレビ） - 緒方美羽 役
- 鬼平犯科帳スペシャル 盗賊婚礼（2011年9月30日、フジテレビ） - お糸 役
- 金曜プレステージ （フジテレビ）
  - 浅見光彦シリーズ45 「志摩半島殺人事件」（2012年7月20日） - 本橋嘉代 役
  - 山村美紗サスペンス 赤い霊柩車30 前・後編（2012年9月28日・10月5日） - 沢木千草 役
- シンデレラデート（2014年11月 - 12月、東海テレビ・フジテレビ） - 中田エリカ 役
- 朝が来る（2016年6月 - 7月、東海テレビ・フジテレビ） - 平田コノミ 役
- アニメ「サザエさん」放送50周年記念スペシャルドラマ企画 「磯野家の人々〜20年後のサザエさん〜」（2019年11月24日、フジテレビ） - かおり 役[13]
- アバランチ 第9話（2021年12月13日、カンテレ・フジテレビ系） - 打本さなえ 役
- 転職の魔王様 第7話（2023年8月28日、カンテレ・フジテレビ） - 皆川晶穂 役[14]
- ギフテッド Season1 第4話（2023年9月2日、東海テレビ・フジテレビ） - 小宮山楓 役[15]
- リビングの松永さん（2024年1月9日 - 3月26日、カンテレ・フジテレビ） - 大貫朝子 役[16]

#### テレビ朝日
- 電池が切れるまで （2004年4月 - 6月、テレビ朝日） - 森下薫 役
- 雨と夢のあとに （2005年4月 - 6月、テレビ朝日） - 主演・桜井雨 役※連続テレビドラマ初主演
- てるてるあした （2006年4月 - 6月、テレビ朝日） - 主演・雨宮照代 役
- レガッタ〜君といた永遠〜 第7・8話（2006年8月25日・9月1日、ABC・テレビ朝日） - 滝香奈子 役
- 第6回 テレビ朝日21世紀新人シナリオ大賞ドラマ 彼女との正しい遊び方（2007年3月23日、テレビ朝日） - 主演・日村優奈 役
- 菊次郎とさき（第3シリーズ）（2007年7月 - 9月、テレビ朝日） - 北野安子 役
- 未来講師めぐる（2008年1月18日 - 3月14日、テレビ朝日） - 木村みちる 役（第2話より出演）
- 名探偵の掟 第6話（2009年5月22日、テレビ朝日） - 鴨居涼子 役
- 女帝薫子（2010年4月 - 6月、テレビ朝日） - 南野美樹 役
- 遺留捜査（テレビ朝日）
  - 第1シーズン 第2話（2011年4月20日） - 西野紗絵 役
  - スペシャル2（2014年8月9日） - 島田倫子 役
  - 第6シーズン 第3話（2021年1月28日） - 前園由紀 役
- DOCTORS〜最強の名医〜（2011年10月 - 12月、テレビ朝日） - 相原亜美 役
  - DOCTORS〜最強の名医〜 第2シリーズ（2013年7月 - 9月）
  - DOCTORS〜最強の名医〜 第3シリーズ（2015年1月 - 3月）
  - DOCTORS〜最強の名医〜ファイナル 新春スペシャル（2023年1月3日）[17]
- Answer〜警視庁検証捜査官 第4話（2012年5月9日、テレビ朝日） - 三嶋真由子 役
- 捜査地図の女 第3話（2012年11月8日、テレビ朝日） - 小春(舞妓) 役
- 土曜ワイド劇場
  - 私は代行屋!2 「〜事件推理請負人〜放火殺人の罠!?」（2013年11月2日、ABC・テレビ朝日） - 瀧川樹里 役
  - ヤメ検の女5 「元検事の弁護士VSストーカー殺人!?」（2014年12月20日、ABC・テレビ朝日） - 嶋田美桜 役
- 警視庁捜査一課9係 season9 第4話（2014年7月30日、テレビ朝日） - 原田幸・綾部遥(二役)
- 黒服物語 第2話 - （2014年10月31日 - 、テレビ朝日） - 綾乃 役[18]
- 相棒Season14 第12話（2016年1月20日、テレビ朝日） - 矢島さゆみ 役
- ドラマスペシャル 名探偵キャサリン2 「〜消えた相続人〜」（2016年3月20日、テレビ朝日） - 田中良美 役
- 仮面ライダーゴースト 第49話（2016年9月18日、テレビ朝日） - タケルの母 役
- あいの結婚相談所 最終話（2017年9月1日、テレビ朝日） - 澤峰香奈 役
- 警視庁・捜査一課長 season3 第2話（2018年4月19日、テレビ朝日） - 立花美穂 役[19]
- 日曜プライム 「西村京太郎トラベルミステリー69」（2018年9月16日、テレビ朝日） - 白石雅美 役
- やすらぎの刻〜道（2019年4月8日 - 2020年3月27日、テレビ朝日) - 広中しのぶ
- 刑事7人 SEASON5 第7話 (2019年8月28日、 テレビ朝日) -　谷沢果鈴 役
- 未解決の女 警視庁文書捜査官 Season2 第1話（2020年8月6日、テレビ朝日） - 遠山夏希 役
- 当確師（2020年12月27日、テレビ朝日） - 高月千香 役
- 緊急取調室（第4シーズン） 第5話（2021年8月19日、テレビ朝日） - 飯塚万里 役
- 愛しい嘘 優しい闇（2022年1月14日 - 3月4日、テレビ朝日） - 野瀬優美 役[20]
- NICE FLIGHT!（2022年7月22日 - 9月9日、テレビ朝日） - 飯塚理香子 役[21]
- ケイジとケンジ、時々ハンジ。 第5話（2023年5月11日、テレビ朝日） - 城山由希子 役
- PJ 〜航空救難団〜（2025年4月24日 - 6月19日、テレビ朝日） - 仁科芽衣 役[22]
  - another story 救難員・仁科蓮 最後の任務（2025年6月5日、TELASA）- 仁科芽衣 役

#### テレビ東京
- 水曜ミステリー9 （テレビ東京）
  - 旅行作家・茶屋次郎10 「箱根早川殺人事件」（2012年9月19日） - 北山翔子 役
  - 保険犯罪調査員 佐伯初音 空白の起点（2016年7月20日） - 小梶鮎子 役
  - 駐在刑事4（2016年12月14日） - 和久井愛菜 役
- マルホの女〜保険犯罪調査員〜 第3話（2014年4月25日、テレビ東京） - 赤峰葵 役
- ラスト・ドクター〜監察医アキタの検死報告〜 第7話（2014年8月29日、テレビ東京） - 小磯 役
- 巨悪は眠らせない 特捜検事の標的（2017年10月4日、テレビ東京） - 大塚有紀 役
- 執事 西園寺の名推理2 第4話（2019年5月17日、テレビ東京） - 森村絵美 役
- にぶんのいち夫婦（2021年6月3日 - 7月29日、テレビ東京） - 畑野さやか 役[23]

#### NHK BSプレミアム
- てふてふ荘へようこそ（2012年10月 - 12月、NHK BSプレミアム） - 白崎さやか 役
- 妻は、くノ一（2013年4月5日 - 5月24日、NHK BSプレミアム） - お蝶 役
- 鳥取発地域ドラマ ちょっとは、ダラズに。（2014年1月29日、NHK BSプレミアム） - 主演・若水真帆 役

#### BSジャパン
- 人形佐七捕物帳 第8話（2017年1月10日、BSジャパン） - お園 役

#### WOWOW
- 再生巨流（2011年3月6日、WOWOW） - 蓬莱藍子 役

#### 配信ドラマ
- ハツカレ （2006年1月 - 3月、GyaOにてWEB配信後、スカパーにて放送） - 主演・ちひろ 役

#### その他
- プレイガール2012 （2012年10月20日、ファミリー劇場） - 溝口結衣 役

### 映画
- 8.1 （2005年7月9日公開、2004年6月 - 2005年8月WEB配信） - 主演・朝比奈舞 役※映画初主演
- 下弦の月〜ラスト・クォーター（2004年10月9日公開） - 白石蛍 役
- 劇場版 NARUTO -ナルト- 大激突!幻の地底遺跡だってばよ（2005年8月6日公開） - 声の出演・エミナ 役
- プライド（2009年1月17日公開） - 東野さやか 役
- 君の心臓の鼓動が聞こえる場所（2009年10月24日公開） - 主演・根室いぶき 役（同名の舞台をそのまま映画化）
- 少女たちの羅針盤（2011年5月14日公開） - 広瀬なつめ 役
- 道〜白磁の人〜（2012年6月9日公開、日韓共同制作） - 朝田みつえ役
- 恋する歯車（2013年2月9日公開） - 藤島リサ 役[24]
- LAST COP THE MOVIE（2017年5月3日公開） - 柏木沙織 役
- 怨泊 ONPAKU（2024年7月19日公開）[25]

### 舞台
- 君の心臓の鼓動が聞こえる場所（2008年11月1日 - 12月25日、演劇集団キャラメルボックス、道新ホール・新神戸オリエンタル劇場・名鉄ホール・サンシャイン劇場） - 主演・根室いぶき 役※初舞台
- 薄桜鬼 新選組炎舞録（2010年10月1日 - 17日、天王洲 銀河劇場） - ヒロイン・雪村千鶴 役
- ギルバート・グレイプ（2011年1月16日 - 2月6日、東京グローブ座） - ベッキー 役
- DHE@stageプロデュース「朗読劇 私の頭の中の消しゴム 3rd letter」（2011年5月1日 - 8日、天王洲 銀河劇場） - 薫 役
- 汚れたアヒル（2012年3月15日 - 25日、新宿SPACE107） - 主演・優希 役（市川知宏とW主演）

### CM
- Jフォン / ボーダフォン（現ソフトバンク）（2003年8月 - 2004年1月） - デビッド・ベッカムと共演
- 早稲田アカデミー（2004年2月 - 2005年2月）
- サーティワンアイスクリーム（2006年4月 - 9月）
- FIRE（2010年3月 - ）
- アクアモイスト（2010年8月 - ）

### PV
- UVERworld「君の好きなうた」
- 童子-T「もう一度…feat.BENI」

## 書籍

### 写真集
- 少女覚醒（2002年、英知出版） ISBN 4-7542-1537-0
- tomoka（2004年、ポニーキャニオン・扶桑社） ISBN 4-594-04559-6
- 15歳の軌跡（2005年、海王社） ISBN 4-87724-099-3
- as tears go by（2006年、ワニブックス） ISBN 4-8470-2955-0
- 風花（2010年1月15日、集英社） ISBN 4-08-780553-0

### フォトブック
- フォトエッセイ集「With You」（2008年、近代映画社） ISBN 4-7648-2174-5